# Etomidato
El etomidato es un hipnótico derivado carboxilado imidazólico, de acción corta, con efecto anestésico y amnésico, pero sin efecto analgésico.

## Historia
Fue un desarrollo de Janssen Pharmaceutica, en 1964; e, introducido como un agente intravenoso en 1972 en Europa; y, en 1983 en EE. UU.

## Farmacocinética
Su comienzo de acción, intravenosa, oscila entre 30 y 60 s, con un efecto máximo en 1 min y una duración de 3 a 10 min, su metabolismo es hepático, mediante hidrólisis tipo éster, cuyos metabolitos son eliminados en un 85% por vía renal y en un 15% por vía biliar. La semivida o vida media de redistribución es de 2–5 min y la de eliminación de 65–75 min.

## Farmacodinamia
Sus efectos cardiovasculares son mínimos, con margen de seguridad, lo que lo hace ideal en enfermos con patología cardiovascular grave.

## Farmacodinamica

### SNC
Sedación y  perdida de conciencia. Carece de propiedades anestésicas

### CV
Escasa repercusión

### Respiratorio
Disminuye la frecuencia respiratoria y ventilación

### Metabólico
La mayoría de los pacientes no es valorable, pero hay cierta insuficiencia suprarrenal

## Uso clínico
La dosis habitual en inducción anestésica es de 0,3 mg/kg, aunque dosis menores pueden ser útiles en procedimientos cortos y poco agresivos. Se desaconseja la perfusión continua.

### Indicaciones
Inducción y el mantenimiento de la anestesia general y para la sedación en ambiente hospitalario.

### Efectos adversos
La inyección es, frecuentemente, dolorosa, e induce movimientos musculares mioclónicos.
Pacientes con predisposición genética pueden tener cuadros de psicosis.
Produce una supresión suprarrenal importante (disminución de la síntesis de corticoides), lo que limita su uso prolongado, ya que ésta se ha relacionado con una menor tasa de supervivencia postoperatoria.

#### Posología
Inyección intravenosa IV lenta. Ajustar dosis según respuesta. Ads.: 0,15-0,3 mg/kg. Se puede prolongar el efecto con inyecciones adicionales; dosis máx. total, 60 mg Niños > 6 meses: 0,15-0,4 mg/kg (máx.) Ancianos: dosis única de 0,15-0,2 mg/kg.

## Otros usos
El Estado de Florida lo empezó a utilizar, en 2017, para ejecuciones penales mediante inyección letal.